# 우치코역
우치코역(일본어: 内子駅)은 일본 에히메현 기타군 우치코정에 있는 시코쿠 여객철도의 역이다. 우치코 선을 소속으로 해서, 요산선의 열차 등 2개의 노선이 상호 운행되고 있다. 역 번호는 U10이며, 단선 · 섬식의 형태를 합친 복합 구조의 철도 역사이다.

## 타는 곳
| 1 | ■ 우치코 선 · 요산 선 | (하행) | 이요오즈 · 야와타하마 · 우와지마 방면        | (특급을 포함)   |
| 2 | ■ 요산 선             | (상행) | 이요시 · 마쓰야마 · 다카마쓰 · 오카야마 방면 | (특급을 포함)   |
| 3 | ■ 요산 선             | (하행) | 이요오즈 · 야와타하마 · 우와지마 방면        | (일부의 보통만) |
| 3 | ■ 요산 선             | (상행) | 이요시 · 마쓰야마 방면                       | (일부의 보통만) |

## 역 주변
- 마쓰야마 자동차도 우치코이와자키 나들목
- 우치코 우체국

## 인접 정차역
| 시코쿠 여객철도 우치코 선 · 요산선 | 시코쿠 여객철도 우치코 선 · 요산선 | 시코쿠 여객철도 우치코 선 · 요산선 |
| ---------------------------------- | ---------------------------------- | ---------------------------------- |
| U 09 이요타치카와 무카이바라 방면  | 우치코 선 · 요산 선                | 이카자키 U 11 이요오즈 방면        |